# 1919年5月29日の日食
1919年5月29日の日食（1919ねん5がつ29にちのにっしょく）は、1919年5月29日に観測された日食（観測地域により皆既日食あるいは部分日食）である。

## 概要
この皆既日食は南アメリカ大陸の西側から始まり、赤道を超えたアフリカ大陸の西側で最大食を迎え、アフリカ大陸の東側で終わった。また皆既日食の継続時間は6分51秒で、1416年5月27日から1937年6月8日までの間で最も長く、20世紀中の皆既日食では5番目に長い。
皆既帯が通過した、皆既日食が見えた地域は南米のペルー南東端、チリ北端、ボリビア、ブラジル、アフリカのリベリア、フランス領西アフリカ南端（現在コートジボワール南部の地域）、イギリス領ゴールドコースト（現在のガーナ）南端のごく小さい部分、ポルトガル領サントメ・プリンシペ（現在のサントメ・プリンシペ）のプリンシペ島、スペイン領ギニア（現在の赤道ギニア）、フランス領赤道アフリカ（現在のガボンとコンゴ共和国に属する一部の地域）、ベルギー領コンゴ（コンゴ民主共和国）、イギリス領北ローデシア（現在のザンビア）北東部、イギリス領ニヤサランド（現在のマラウイ）北端、ドイツ領東アフリカ（現在のタンザニア）、ポルトガル領東アフリカ（現在のモザンビーク）北東部だった。

## 観測
この皆既日食は、アルベルト・アインシュタインの一般相対性理論が正しいことを実証した日食として有名である。特にプリンシペ島でアーサー・エディントンが行った観測が有名である。プリンシペ島は、最大食を迎える地点からわずか33kmと条件のいい場所にあるためである。
一般相対性理論によれば、重力場によって時空がゆがむと、そこを通過する光はそのゆがみに沿って曲がる。これを観測者からみれば、見かけ上光源の位置がずれているように見える。これは、重力がまるで凸レンズの役目を果たすことから重力レンズ効果と呼ばれている。理屈上は、太陽のすぐそばを掠めるようにやってきた恒星の光も曲げられ、見かけの位置がずれているように見えるはずである。しかし、太陽は極めて明るいため、そばにある恒星を観測するには、太陽が暗くなる皆既日食しかないのである。
理論上、1.75秒というわずかなずれが発生する。これは、ニュートン力学で予測されるずれの2倍である。観測の結果、1.61秒というずれが観測され、一般相対性理論とニュートン力学で、一般相対性理論の方がより正しい値を予言したことから、一般相対性理論が正しいという結論となった。
また、ブラジルではアンドリュー・クロンメリンが同じく重力レンズ効果の観測を行った。